# 仇集镇
仇集镇，是中华人民共和国江苏省淮安市盱眙县下辖的一个乡镇级行政单位。2018年7月撤消，朱刘、明山、象山、演法、霖治5个村委会并入河桥镇，凤山、龙山2个村委会和长港居委会划归天泉湖镇管辖。

## 行政区划
仇集镇下辖以下地区：
克贵社区、长港社区、演发村、霖治村、明山村、象山村、朱刘村、龙山村和凤山村。